# 高次
| ウィキペディアには「高次」という見出しの百科事典記事はありません（タイトルに「高次」を含むページの一覧/「高次」で始まるページの一覧）。 代わりにウィクショナリーのページ「高次」が役に立つかもしれません。 |